# Cicurina
Cicurina is een geslacht van spinnen uit de familie Cicurinidae. Vroeger werden de soorten tot de trechterspinnen gerekend.

## Soorten
- Cicurina aenigma Gertsch, 1992
- Cicurina alpicora Barrows, 1945
- Cicurina anhuiensis Chen, 1986
- Cicurina arcata Chamberlin & Ivie, 1940
- Cicurina arcuata Keyserling, 1887
- Cicurina arizona Chamberlin & Ivie, 1940
- Cicurina arkansa Gertsch, 1992
- Cicurina armadillo Gertsch, 1992
- Cicurina atomaria Simon, 1898
- Cicurina avicularia Li, 2017
- Cicurina bandera Gertsch, 1992
- Cicurina bandida Gertsch, 1992
- Cicurina baronia Gertsch, 1992
- Cicurina barri Gertsch, 1992
- Cicurina bifurca Liao & Xu, 2022
- Cicurina blanco Gertsch, 1992
- Cicurina breviaria Bishop & Crosby, 1926
- Cicurina brevis (Emerton, 1890)
- Cicurina browni Gertsch, 1992
- Cicurina brunsi Cokendolpher, 2004
- Cicurina bryantae Exline, 1936
- Cicurina bullis Cokendolpher, 2004
- Cicurina buwata Chamberlin & Ivie, 1940
- Cicurina caliga Cokendolpher & Reddell, 2001
- Cicurina calyciforma Wang & Xu, 1989
- Cicurina cavealis Bishop & Crosby, 1926
- Cicurina caverna Gertsch, 1992
- Cicurina cicur (Fabricius, 1793)
- Cicurina coahuila Gertsch, 1971
- Cicurina colorada Chamberlin & Ivie, 1940
- Cicurina coryelli Gertsch, 1992
- Cicurina damaoensis Li, 2017
- Cicurina davisi Exline, 1936
- Cicurina daweishanensis Wang, Zhou & Peng, 2019
- Cicurina delrio Gertsch, 1992
- Cicurina deserticola Chamberlin & Ivie, 1940
- Cicurina dong Li, 2017
- Cicurina dorothea Gertsch, 1992
- Cicurina eburnata Wang, 1994
- Cicurina ezelli Gertsch, 1992
- Cicurina gertschi Exline, 1936
- Cicurina gruta Gertsch, 1992
- Cicurina harrietae Gertsch, 1992
- Cicurina hexops Chamberlin & Ivie, 1940
- Cicurina holsingeri Gertsch, 1992
- Cicurina hoodensis Cokendolpher & Reddell, 2001
- Cicurina hoshinonoana Shimojana & Ono, 2017
- Cicurina idahoana Chamberlin, 1919
- Cicurina intermedia Chamberlin & Ivie, 1933
- Cicurina itasca Chamberlin & Ivie, 1940
- Cicurina iviei Gertsch, 1971
- Cicurina japonica (Simon, 1886)
- Cicurina jiangyongensis Peng, Gong & Kim, 1996
- Cicurina jonesi Chamberlin & Ivie, 1940
- Cicurina joya Gertsch, 1992
- Cicurina kailiensis Li, 2017
- Cicurina kekei Wang, Zhou & Peng, 2019
- Cicurina kimyongkii Paik, 1970
- Cicurina leona Gertsch, 1992
- Cicurina lichuanensis Wang, Zhou & Peng, 2019
- Cicurina ludoviciana Simon, 1898
- Cicurina machete Gertsch, 1992
- Cicurina maculifera Yaginuma, 1979
- Cicurina maculipes Saito, 1934
- Cicurina madla Gertsch, 1992
- Cicurina majiangensis Li, 2017
- Cicurina marmorea Gertsch, 1992
- Cicurina maya Gertsch, 1977
- Cicurina mckenziei Gertsch, 1992
- Cicurina medina Gertsch, 1992
- Cicurina menardia Gertsch, 1992
- Cicurina microps Chamberlin & Ivie, 1940
- Cicurina mina Gertsch, 1971
- Cicurina miniae Lin & Li, 2023
- Cicurina minima Chamberlin & Ivie, 1940
- Cicurina minnesota Chamberlin & Ivie, 1940
- Cicurina minorata (Gertsch & Davis, 1936)
- Cicurina mirifica Gertsch, 1992
- Cicurina mixmaster Cokendolpher & Reddell, 2001
- Cicurina modesta Gertsch, 1992
- Cicurina neovespera Cokendolpher, 2004
- Cicurina nervifera Yin, 2012
- Cicurina nevadensis Simon, 1886
- Cicurina obscura Gertsch, 1992
- Cicurina oklahoma Gertsch, 1992
- Cicurina orellia Gertsch, 1992
- Cicurina pablo Gertsch, 1992
- Cicurina pacifica Chamberlin & Ivie, 1940
- Cicurina pagosa Chamberlin & Ivie, 1940
- Cicurina pallida Keyserling, 1887
- Cicurina pampa Chamberlin & Ivie, 1940
- Cicurina paphlagoniae Brignoli, 1978
- Cicurina parallela Li, 2017
- Cicurina parma Chamberlin & Ivie, 1940
- Cicurina pastura Gertsch, 1992
- Cicurina patei Gertsch, 1992
- Cicurina peckhami (Simon, 1898)
- Cicurina phaselus Paik, 1970
- Cicurina placida Banks, 1892
- Cicurina platypus Cokendolpher, 2004
- Cicurina porteri Gertsch, 1992
- Cicurina puentecilla Gertsch, 1992
- Cicurina pusilla (Simon, 1886)
- Cicurina rainesi Gertsch, 1992
- Cicurina reclusa Gertsch, 1992
- Cicurina riogrande Gertsch & Mulaik, 1940
- Cicurina robusta Simon, 1886
- Cicurina rosae Gertsch, 1992
- Cicurina rudimentops Chamberlin & Ivie, 1940
- Cicurina russelli Gertsch, 1992
- Cicurina sansaba Gertsch, 1992
- Cicurina secreta Gertsch, 1992
- Cicurina selecta Gertsch, 1992
- Cicurina serena Gertsch, 1992
- Cicurina shasta Chamberlin & Ivie, 1940
- Cicurina sheari Gertsch, 1992
- Cicurina sierra Chamberlin & Ivie, 1940
- Cicurina simplex Simon, 1886
- Cicurina sintonia Gertsch, 1992
- Cicurina spiralis Liao & Xu, 2022
- Cicurina sprousei Gertsch, 1992
- Cicurina stowersi Gertsch, 1992
- Cicurina suttoni Gertsch, 1992
- Cicurina tacoma Chamberlin & Ivie, 1940
- Cicurina tersa Simon, 1886
- Cicurina tetragongylodes Liao & Xu, 2022
- Cicurina texana (Gertsch, 1935)
- Cicurina tianmuensis Song & Kim, 1991
- Cicurina tortuba Chamberlin & Ivie, 1940
- Cicurina travisae Gertsch, 1992
- Cicurina troglobia Cokendolpher, 2004
- Cicurina troglodytes Yaginuma, 1972
- Cicurina ubicki Gertsch, 1992
- Cicurina utahana Chamberlin, 1919
- Cicurina uvalde Gertsch, 1992
- Cicurina varians Gertsch & Mulaik, 1940
- Cicurina venefica Gertsch, 1992
- Cicurina vespera Gertsch, 1992
- Cicurina vibora Gertsch, 1992
- Cicurina watersi Gertsch, 1992
- Cicurina wiltoni Gertsch, 1992
- Cicurina wusanani Li, 2017
- Cicurina yuelushanensis Wang, Zhou & Peng, 2019
- Cicurina zhazuweii Li, 2017